# Sortiment (Fleischerei)
Als Sortiment bezeichnet man verschiedene Warengruppen von Fleisch, die sich in Fleischart, Verwendungszweck und den Grad der Zerlegung unterscheiden.
Man unterscheidet:
- das Grobsortiment (auch Industrie-Grobsortiment)

die Fleischteile der Grobzerlegung
- das Industrie-Feinsortiment

Fleischteile, die sowohl für die Weiterverarbeitung als auch den Verkauf an den Endverbraucher geeignet sind
- das Feinsortiment (auch Verbraucher-Sortiment)

das Industrie-Feinsortiment, Teilstücke des Industrie-Grobsortiments sowie Erzeugnisse aus diesen Sortimenten. Teilweise sind die Fleischteile portioniert und verpackt.
Daneben erfolgt die Eingruppierung von Zwischenerzeugnissen in der Wertsortierung nach Augenschein, Analysewerten und Verwendungszweck. Wesentlich hierfür ist der Anteil von Sehnen, sichtbarem Fettgewebe, blutdurchzogenem Fleisch und ggf. dem Anteil von Drüsen.